# Mianmari kjap
A kjap (angol átírás szerint kyat) Mianmar jelenlegi hivatalos pénzneme.
Neve burmaiul: ကျပ်, átírása az MLC Transcription System szerint: kyap (a magyar átírás is ezen alapul), az IPA szerint pedig [tɕaʔ] vagy [tʃʌt]. 
Váltópénze a pja (angol átírás szerint pya). Feketepiaci értéke 2011 decemberében: kb. 1 USD = 780 kjap.

## Története
A mai Mianmar egykor Brit India része volt. 1886 és 1939 között az indiai rúpia volt a törvényes fizetőeszköz, majd a burmai rúpia lett 1952-ig. 1952. július 1-jén vezették be kjapot.

## Érmék

### Első sorozat

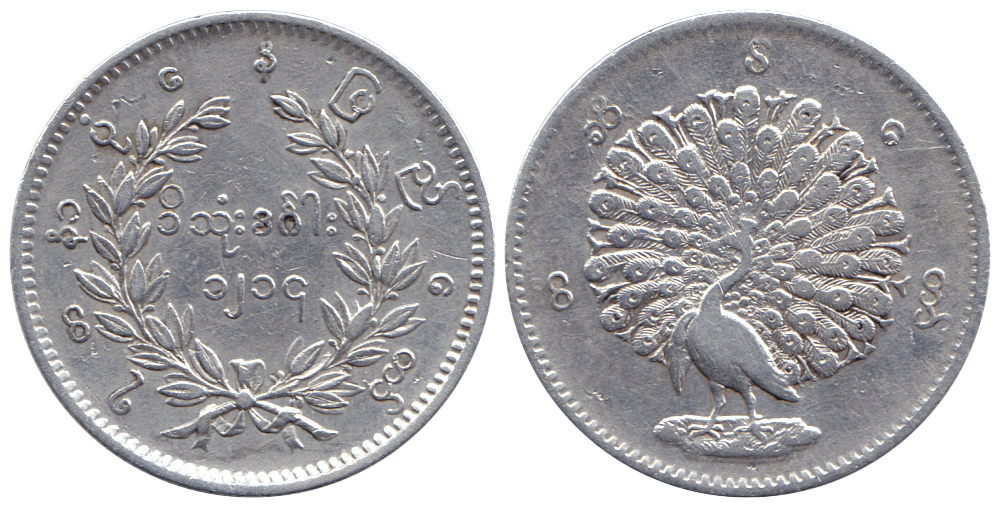
Ezüst kjap 1853

1852-ben adták ki az első kjap érmesorozatot, amelyet a Királyi Pénzverde állított elő.

### Második sorozat
1944-45 között bankjegyeket igen, de érméket nem bocsátottak ki.

### Harmadik sorozat
A 3. sorozat érméit 1952-ben bocsátották ki 1, 5, 10, 25 és 50 pja ill. 1 kjap címletben. 1999-ben új sorozatot bocsátott ki a 3. sorozaton belül. Ennek címletei: 1, 5, 10, 50 és 100 kjap.
| 1991-es sorozat | 1991-es sorozat       | 1991-es sorozat       | 1991-es sorozat       | 1991-es sorozat | 1991-es sorozat                             | 1991-es sorozat                   | 1991-es sorozat | 1991-es sorozat |
| Névérték        | Technikai paraméterek | Technikai paraméterek | Technikai paraméterek | Leírás          | Leírás                                      | Leírás                            | Dátumok         |                 |
| Névérték        | Átmérő                | Tömeg                 | Összetétel            | Szegély         | Előlap                                      | Hátlap                            | Dátumok         |                 |
| --------------- | --------------------- | --------------------- | --------------------- | --------------- | ------------------------------------------- | --------------------------------- | --------------- | --------------- |
| 10 pja          | 10 mm                 |                       | sárgaréz              |                 | rizs, "Central Bank of Myanmar"             | érték burmai számmal              | 1991            |                 |
| 50 pja          | 24,6 mm               |                       | sárgaréz              |                 | rizs, "Central Bank of Myanmar"             | érték burmai számmal              | 1991            |                 |
| 1999-es sorozat |                       |                       |                       |                 |                                             |                                   |                 |                 |
| 1 kjap          |                       |                       |                       |                 | Chinthe, "Central Bank of Myanmar" névérték | névérték arab és indiai számokkal | 1999            |                 |
| 5 kjap          | 20 mm                 | 2,73 g                | sárgaréz              | sima            | Chinthe, "Central Bank of Myanmar" névérték | névérték arab és indiai számokkal | 1999            |                 |
| 10 kjap         | 23,5 mm               |                       | sárgaréz              |                 | Chinthe, "Central Bank of Myanmar" névérték | névérték arab és indiai számokkal | 1999            |                 |
| 50 kjap         | 23,85 mm              | 5,06 g                | kupronikkel           | érdes           | Chinthe, "Central Bank of Myanmar" névérték | névérték arab és indiai számokkal | 1999            |                 |
| 100 kjap        | 26,8 mm               | 7,52 g                | kupronikkel           | érdes           | Chinthe, "Central Bank of Myanmar" névérték | névérték arab és indiai számokkal | 1999            |                 |

## Bankjegyek

### Első sorozat
Csak érméket adtak ki, bankjegyeket nem.

### Második sorozat
1, 5, 10 és 100 kjapos bankjegyeket adtak ki 1944-ben.

### Harmadik sorozat
1953-ban a Union Bank of Burma bocsátotta ki a 3. sorozatot 1, 5, 10 és 100 kjapos címletben.
1989. június 20-án Mianmarra változtatták Burma nevét, ezért a sorozaton belül új bankjegysorozatot bocsátottak ki. A régi bankjegyek a magas infláció miatt fokozatosan elvesztette értékét, de soha nem vonták őket ki hivatalosan. 
2009. október 1-jén vezették be az 5 000 kjapos bankjegyet. 2012. június 15-én bocsátották ki a 10 000 kjapos bankjegyet.

#### 1989-es sorozat
| Névérték    | Méret       | Szín                | Leírás         | Leírás                              | Dátumok                          | Dátumok     |
| Névérték    | Méret       | Szín                | Előlap         | Hátlap                              | Kibocsátás                       | Visszavonás |
| ----------- | ----------- | ------------------- | -------------- | ----------------------------------- | -------------------------------- | ----------- |
| 50 pja      | 110 × 55 mm | lila, narancssárga  | szaung gauk    | guilloché                           | 1994. március 27.                | forgalomban |
| 1 kjap      | 110 × 55 mm | kék, lila           | Chinthe        | Yangon, evezős hajó Kandawgyi-tavon | 1996                             | forgalomban |
| 5 kjap      | 130 × 60 mm | kék, barna          | Chinthe        | Chinlone labdajáték                 | 1995. május 1.                   | forgalomban |
| 10 kjap     | 130 × 60 mm | bíbor               | Chinthe        | karaweik (királyi hajó)             | 1995. május 1.                   | forgalomban |
| 20 kjap     | 145 × 70 mm | zöld                | Chinthe        | elefánt-kút, néppark, Yangon        | 1994. március 27.                | forgalomban |
| 50 kjap     | 145 × 70 mm | narancssárga, barna | Chinthe        | Lacquerwareartisan                  | 1994. március 27.                | forgalomban |
| 100 kjap    | 145 × 70 mm | zöld, kék           | Chinthe        | templom felújítása                  | 1994. március 27.                | forgalomban |
| 200 kjap    | 165 × 80 mm | sötétzöld           | Chinthe        | elefánt                             | 1990. március 27.                | forgalomban |
| 200 kjap    | 150 × 70 mm | sötétzöld           | Chinthe        | elefánt                             | 2004                             | forgalomban |
| 500 kjap    | 165 × 80 mm | ibolya, barna       | Chinthe        | Maha Bandula emlékmű                | 1994. március 27.                | forgalomban |
| 500 kjap    | 150 × 70 mm | ibolya, barna       | Chinthe        | Maha Bandula emlékmű                | 2004                             | forgalomban |
| 1000 kjap   | 165 × 80 mm | zöld                | Chinthe        | Pénzügyminisztérium épülete         | 1994. március 27.                | forgalomban |
| 1000 kjap   | 150 × 70 mm | zöld                | Chinthe        | Pénzügyminisztérium épülete         | 2004                             | forgalomban |
| 5 000 kjap  | 150 × 70 mm | narancssárga        | Elefánt        |                                     | 2009 október 1. 2014. október 1. | forgalomban |
| 10 000 kjap | 150 × 70 mm | kék                 | Mianmar címere | Mandalay-i királyi palota           | 2012. június 15.                 | forgalomban |

### 2020-as sorozat
2020. január 1-jén új 1000 kjapos bankjegyet adnak ki.

## Emlékbankjegyek
| Névérték    | Méret       | Szín        | Leírás        | Leírás                     | Dátumok   | Dátumok    | Megjegyzés                                                                                                 |
| Névérték    | Méret       | Szín        | Előlap        | Hátlap                     | Nyomtatás | Kibocsátás | Megjegyzés                                                                                                 |
| ----------- | ----------- | ----------- | ------------- | -------------------------- | --------- | ---------- | --- |
| 20 000 kjap | 150 x 70 mm | zöld, sárga | fehér elefánt | Sagaing híd, Irrawaddy híd | 2023      | 2023       | Rattha Nandaka fehér elefánt születésének és a 24,7 méter magas új Buddha szobor elkészítésének alkalmából |